# 오타케정
오타케정(大竹町)은 히로시마현 사에키군에 설치되었던 정이다. 현재의 오타케시에 해당한다.

## 역사
- 1889년 4월 1일 - 정촌제 시행에 의해 사에키군 오타케촌이 발족하였다.
- 1911년 1월 1일 - 정으로 승격해 오타케정이 되었다.
- 1929년 4월 1일 - 유미정을 편입하였다.
- 1951년 4월 1일 - 고노촌을 편입하였다.
- 1954년 9월 1일 - 구바정, 오가타정, 구리타니촌, 유와촌의 일부와 합병, 시로 승격해 오타케시가 신설하여 폐지되었다.

## 교통

### 철도
- 일본국유철도
  - 산요본선

### 도로
- 국도 제2호선

## 참고문헌
- 角川日本地名大辞典 34 広島県
- 『市町村名変遷辞典』東京堂出版、1990年。